# Montaje de Janequeo 5707
El montaje de Janequeo 5707 fue un falso enfrentamiento entre los agentes de la Central Nacional de Informaciones (CNI), Carabineros e Investigaciones ocurrido el 7 de septiembre de 1983 en la comuna de Quinta Normal, donde murieron dos militantes del Movimiento de Izquierda Revolucionaria (MIR) y sobrevivió un adolescente de 16 años, hijo de uno de los fallecidos. Este hecho ocurre después de la Operación Fuenteovejuna, en donde murieron tres militantes del MIR.

## Víctimas
- Hugo Ratier Noguera, militante del MIR, de nacionalidad argentina.

- Alejandro Salgado Troquián, militante del MIR, de profesión veterinario.

## Operativo policial
De acuerdo con informaciones difundidas en los medios de comunicación de la época, el mismo grupo que participó en el enfrentamiento en calle Fuenteovejuna N° 1330 de la comuna de Las Condes se dirige a Quinta Normal, a la casa de calle Janequeo N° 5707, donde logran abatir a Alejandro Salgado, que estaba a unas cuadras de la casa en cuestión y que se les enfrentó con un arma que llevaba en ese momento. Después de eso se dirigen a la casa y matan a Hugo Ratier, que trató de enfrentarse a los agentes desde el patio de la casa. Después del enfrentamiento se encuentran varios planos de la casa del general Carol Urzúa y cédulas y pasaportes falsificados, además de armas de fuego.

## Testimonio de Andrés Valenzuela a la Vicaría de la Solidaridad
El 28 de agosto de 1984 el exagente del Comando Conjunto y exmiembro del Servicio de Inteligencia de la Fuerza Aérea, Andrés Valenzuela Morales, relata a la Vicaría de la Solidaridad que los operativos de Fuenteovejuna 1330 y Janequeo 5707 fueron ejecutados con violencia y saña:

Recibimos orden de dirigirnos hacia el sector poniente de la ciudad, a calle Janequeo 5707, por los alrededores de la Plaza Garín. Cuando estuvimos cerca del objetivo, nos dijeron que nos agacháramos pues venía una de las personas que debía ser eliminada. Pasó por el costado de nuestra camioneta. Cuando llegó a un sector donde hay una pared fue rafagueado e inmediatamente la base de fuego, que también estaba en ese lugar, empezó a disparar sobre una casa.

El blanco señalado en su declaración fue Alejandro Salgado Troquián. Según Valenzuela Morales:

Apenas cayó asesinado un agente colocó en su mano un arma simulando que la llevaba al momento de ser eliminado

También describe en su testimonio lo ocurrido en calle Fuenteovejuna 1330 de la siguiente forma:

Se nos ordenó ir hacia Avenida Colón, donde hay un supermercado que está en la esquina suroriente, cercano a una rotonda donde también desemboca la calle Tomás Moro. Allí estuvimos un rato mientras se daban instrucciones para actuar en una casa de calle Fuenteovejuna, donde se había detectado que había tres personas. Llegó un jeep de la CNI con el techo corredizo y en el cual se instala una ametralladora punto 50 sobre un sistema hidráulico que permite subirla sobre el nivel del techo y operarla por dos hombres, uno que dispara y otro que va pasando la cinta de municiones. Nos dirigimos frente a la casa de Fuenteovejuna 1330, donde se instaló el jeep y se dio orden de actuar. La orden significó la muerte de Lucía Vergara, Arturo Villavella y Sergio Peña y el incendio de la casa. Terminada la tarea el grupo tomó rumbo hacia Quinta Normal, a la casa de Janequeo 5707.

## Informe Rettig
El Informe Rettig se refiere a este montaje de la siguiente manera:

Posteriormente, ese mismo día se informó oficialmente de otro enfrentamiento, ocurrido en calle Janequeo de Santiago, que estaría ligado con el anterior y con la búsqueda de los responsables de la muerte del General Carol Urzúa. Se dijo que luego de terminados los hechos en Fuenteovejuna los efectivos se trasladaron a calle Janequeo N° 5707 con el fin de detener a otras personas. Sin embargo ello no fue posible al oponer resistencia armada los moradores del inmueble antes indicado. A consecuencias del intercambio de tiros Hugo Norberto RATIER NOGUERA, argentino, militante del MIR, fue abatido en el patio de su casa y Alejandro SALGADO TROQUIAN, de profesión veterinario, militante del MIR, falleció a dos cuadras de esa casa de donde se había dado a la fuga.
La Comisión ha comprobado, de acuerdo con los antecedentes de que dispone, que esta versión también es falsa, dado que el último de los nombrados fue muerto cuando se aproximaba a su domicilio por agentes de la CNI quienes le dispararon a quemarropa y sin que hubiese habido resistencia de su parte. Inmediatamente de sucedido esto los agentes comenzaron a disparar con la misma ametralladora .50 montada en un Jeep que habían utilizado contra el inmueble de Fuenteovejuna, a la casa donde se encontraba Hugo Ratier, dándole muerte sin que éste se les haya enfrentado.
Previo a estos hechos los agentes habían reunido al vecindario, unas 80 personas, en una iglesia del sector.
La Comisión se formó convicción de que ambas personas fueron ejecutadas por agentes estatales, en violación de sus derechos humanos.

## Reseña periodística
- El programa Informe Especial de TVN reseñó este montaje el 12 de septiembre de 2015, entrevistando a la viuda de Sergio Peña, Ana Soto.